# Polska Kapela Ludowa
Polska Kapela Ludowa – chór założony przez dyrygenta i kompozytora Stanisława Kazurę w 1922.
Chór złożony ze studentów warszawskiego Konserwatorium Muzycznego koncertował i dokonał wielu nagrań płytowych. W programach zespołu znalazły się opracowania pieśni ludowych z różnych regionów Polski na 4 głosowy chór autorstwa Kazuro, Szymanowskiego, Wiechowicza i innych kompozytorów okresu międzywojennego.